# Bitwa w Gedo
Bitwa w Gedo – zbrojne starcie między suficką milicją Ahlu Sunna al-Waljama i wspierającymi ich siłami rządowymi a rebeliantami Asz-Szabab o kontrolę nad regionem Gedo.

## Tło
Region Gedo leży na południu Somalii, kontrolowanym przez rebeliantów. Od 2009 był kontrolowany przez bojówkarzy Hizbul Islam, a po fuzji wśród rebeliantów z grudnia 2010, przez Al-Shabaab. Od początku 2011 siły milicji Ahlu Sunna przemieszczały się z centralnej Somalii na południe. Do pierwszych starć w Gedo doszło już w marcu, kiedy to bunt wobec islamskich radykałów z Al-Shabaab podniosła milicja Raskamboni. Na pomoc buntownikom przybyły oddziały Ahlu Sunna i siły rządowe.
7 marca siły rządowe odbiły miasto Luuq i Elwak nie napotykając większego oporu. Wobec tego ruch Raskamboni wystąpił przeciwko radykalnym rebeliantom. 14 marca 62 żołnierzy somalijskich zginęło, a 33 zostało rannych podczas bitwy o miasto w regionie Gedo. Nieznane są straty po stronie rebeliantów. 18 marca kontynuowano walki w regionie Luuq. Tym razem w mieście Luuq poległo 29 sufickich milicjantów, a 50 zostało rannych. Ponowne walki wybuchły pod koniec kwietnia.

## Bitwa
27 kwietnia Szebabowie zastawili zasadzkę na bojowników Raskamboni w Tulo-Barwaqo, niedaleko Garbaharey, stolicy Gedo. Śmierć w niej poniosło ok. 20 osób. Następnie rebelianci zdetonowali minę na drodze Elberde-Luuq, kiedy przejeżdżał tam mikrobus. 9 pasażerów zginęło na miejscu, sześciu kolnych w wyniku wykrwawienia. Wobec zuchwałych ataków na sprzymierzeńców milicja Ahlu Sunna wieczorem zakatowała pozycje Szebabów w Tulo-Barwaqo. Zabito ok. 20 ekstremistów i przejęto karabiny, pistolety, ładunki wybuchowe i dwa pojazdy wojskowe. W tym samym czasie Szebabowie przeprowadzili w Luuq atak na siły rządowe, mordując czterech wojskowych. Ponadto Szebabowie zastawili odwetową zasadzkę na żołnierzy w Elwak, w której zginęło 10 lojalistów rządu w Mogadiszu.
28 kwietnia armia rządowa zabiła 36 Szebabów w Tulo-Barwaqo. W wiosce Kured pod Luuq, w zasadzce rebelianci zabili pięciu żołnierzy, a 10 odniosło rany. Podczas całego dnia w konfrontacjach zginęło także 27 bojowników Ahlu Sunna Waljama i łącznie ośmiu somalijskich żołnierzy.
29 kwietnia w Luuq rebelianci zastawili kolejną pułapkę, w której zginęło dziesięć osób. Łącznie podczas całego dnia zginęło 24 żołnierzy somalijskich sił, które straciły ponadto dwa wojskowe pojazdy.
30 kwietnia starcia wybuchły w miejscowości Burgadud w pobliżu Garbaharey, gdy somalijskie sił rozpoczęła ataki na ekstremistów Al-Shabaab, W ataku sześciu żołnierzy zostało rannych. Somalijskie wojska i siły sufickie Ahlu Sunna przejęły miasta Tulo Barwaqo i stolicę regionu Garbaharey. Szebabowie nie postawili tam większego oporu, uciekając stamtąd. Podczas pościgu zabito 10 bojowników Al-Shabaab. W czasie walk zostały zajęte dwa pojazdy wojskowe należące do Ahlu Sunna Waljama.
1 maja nadal trwały ciężkie walki w Gedo. W wioskach Af-Barwaqo i Buurgudud zginęło 10 osób, a 14 zostało rannych. Szebabowie poinformowali, że pojmali żołnierzy razem z czterema samochodami pick-up.
Rankiem 2 maja, rebelianci podjęli atak na Garbaherey w celu odbicia miasta. Szturm został krwawo odparty. Siły rządowe i suficka milicja zabiła 75 rebeliantów. Wśród zabitych był wysoką ranga dowódca  rebeliantów Fuaad Shongole. Do tamtej pory jedynie wioski  Baardheere i Buur Dhuubo były pod kontrolą rebeliantów.
3 maja siły rządowe zabiły 15 rebeliantów w wiosce Meykaareeb 19 km na zachód od Garbaharey. Wieczorem 8 milicjantów ASWJ i co najmniej 10 bojowników Al Shabaab zginęło w walkach pod Gharbaherey. W samym mieście w wyniku ostrzału artyleryjskiego zginęła trzyosobowa rodzina.
4 maja w bitwie o Garbaharey poległo kolejnych 70 osób, a 100 zostało rannych. 5 maja w walkach w Garbaherey na skutek odniesionych ran zginął dowódca Ahlu Sunna Hassan Sheikh Ahmed, co potwierdziła suficka milicja.
Walki zakończyły się 15 maja zwycięstwem sił rządowych.